# The Drain
The Drain è un singolo dei gruppi musicali statunitensi Bad Omens e Health e del musicista statunitense Swarm, pubblicato il 17 aprile 2024 come secondo estratto dalla colonna sonora dei Bad Omens Concrete Jungle (The OST).

## Descrizione
Il brano vede alla voce sia Noah Sebastian dei Bad Omens nel ritornello e Jacob Duzsik degli Health nelle strofe e presenta sonorità pesanti puramente industrial metal e caratterizzati da una presenza massiccia di sintetizzatori oltre a un campionamento di The Death of Peace of Mind dei Bad Omens stessi.

## Video musicale
Sebbene non sia stato realizzato alcun video per il brano, nello stesso giorno di uscita la Sumerian Records ha reso disponibile un visual basato su un concept di Sebastian.

## Tracce
Testi e musiche di Michael Taylor, Noah Sebastian, Joakim Karlsson, Jake Duszik, John Famiglietti, Brandon Caroll e Ajay Battacharyya.
1. The Drain – 3:45

## Classifiche
| Classifica (2024)       | Posizione massima |
| ----------------------- | ----------------- |
| Stati Uniti (hard rock) | 7                 |